# Puente sobre el Barranco del Fresno
El puente sobre el Barranco del Fresno, perteneciente a la línea del ferrocarril Zafra-Huelva, se encuentra situado en el municipio onubense de Almonaster la Real y salva el paso sobre el barranco del Fresno. Este puente fue construido en el siglo XIX, siendo obra de la escuela de Gustave Eiffel. A un kilómetro de este viaducto se encuentra el Puente de las Tres Fuentes, una de las principales obras de ingeniería de esta línea férrea.

## Alrededores
- Gil Márquez
- Las Veredas
- Puente de las Tres Fuentes